# Jean Dufaux
Jean Dufaux (fr.:[dyfo]; ur. 7 czerwca 1949 w Ninove) – belgijski scenarzysta komiksowy i dziennikarz piszący w języku francuskim. Autor scenariuszy do takich serii komiksowych jak Skarga Utraconych Ziem, Drapieżcy, Jessica Blandy, Murena czy Krucjata

## Życiorys

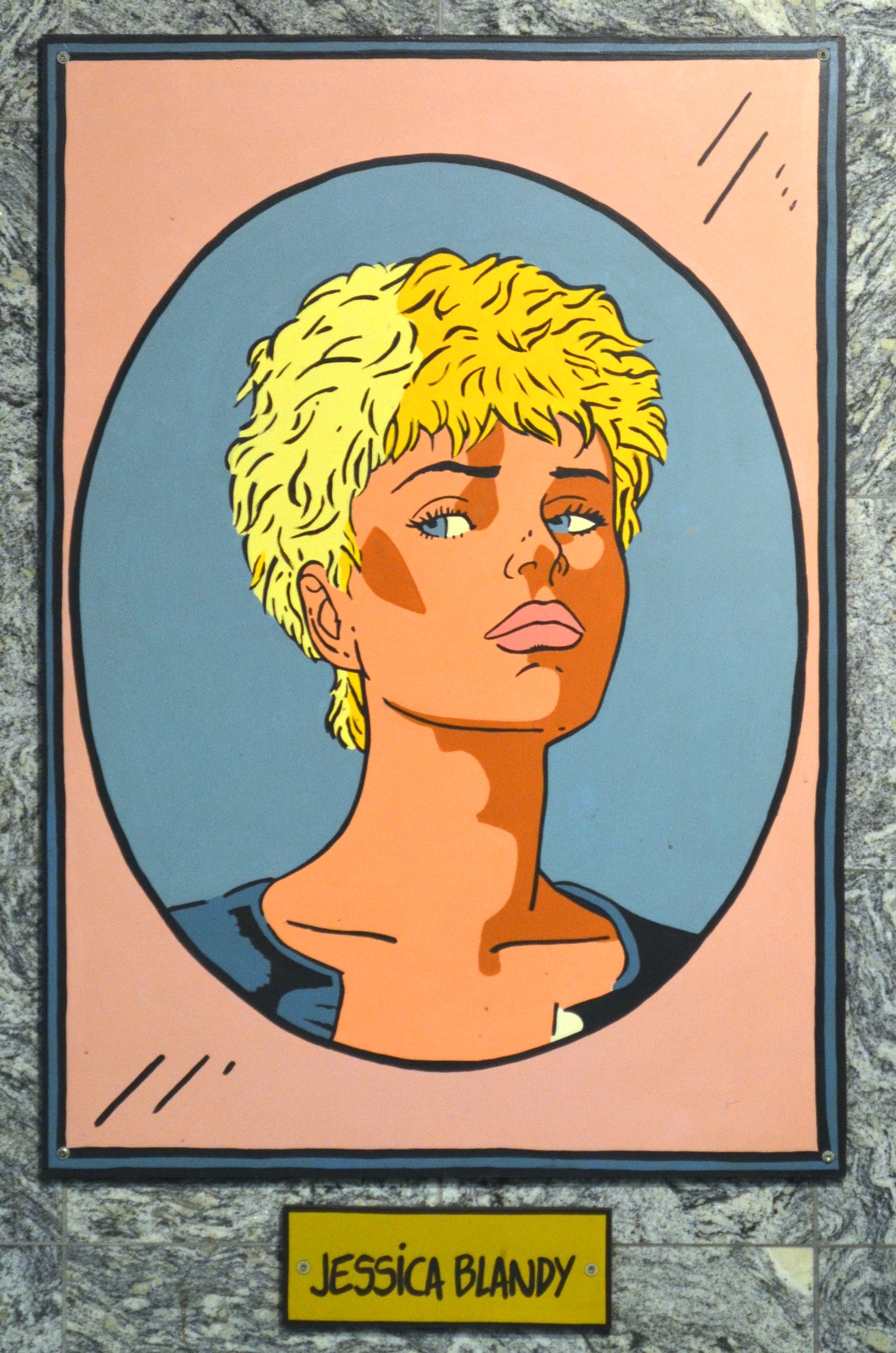
Portret Jessiki Blandy na stacji metra Janson w Charleroi

Urodził się 7 czerwca 1949 w Nivoe we Flandrii Wschodniej. Od młodości zainteresowany kinematografią ukończył studia artystyczne na Institut des arts de diffusion w Louvain-la-Neuve. Po studiach pracował jako dziennikarz „Ciné-Presse”. Pisał sztuki teatralne i scenariusze komiksowe. Rozpoczął stałą współpracę z popularnym, francuskojęzycznym magazynem komiksowym „Tintin”. W 1987 ukazał się pierwszy album komiksowy z jego scenariuszem – Jessica Blandy, zilustrowany przez  Renauda. Kolejne dwadzieścia trzy tomy publikowane były do roku 2006. W 1992 otrzymał Betty Boop – nagrodę za całokształt twórczości przyznawaną na festiwalu w Hyères.
W 1993 rozpoczął współpracę z rysownikiem Thorgala – Grzegorzem Rosińskim, której efektem był album Sioban – pierwsza część serii fantasy Skarga Utraconych Ziem. Kolejne trzy tomy ukazywały się w latach 1994, 1996 i 1998. Seria miała zostać zamknięta po wydaniu czterech części. W 1997 we współpracy z rysownikiem Philippe’em Delabym rozpoczął wydawanie serii komiksów Murena, rozgrywających się w starożytnym Rzymie. W latach 1998–2003 ukazały się cztery tomy serii Drapieżcy – współczesnego horroru rysowanego przez Enrico Mariniego. Od 2001 publikowane się erotyczna seria Dżinn, do której rysunki tworzy hiszpańska rysowniczka Ana Mirallès. W 2004 powrócił do Skargi Utraconych Ziem, nowym rysownikiem został Delaby, w latach 2004–2014 ukazały się kolejne cztery tomy serii, z podtytułem „Rycerze Łaski”. W 2015 wydany został się 9 tom serii rysowany przez Béatrice Tillier.
W latach 2007–2014 opublikowano osiem tomów osadzonej w realiach średniowiecznych serii Krucjata, do której ilustracje tworzył Philippe Xavier.
Jest autorem scenariuszy do niemal dwustu albumów komiksowych. Jego komiksy tłumaczone są na wiele języków. Za swoją twórczość nagradzany był zarówno nagrodami branżowymi, jak i odznaczeniami państwowymi.

## Publikacje
Jest autorem scenariuszy do następujących komiksów:

### Serie komiksowe
- Skarga Utraconych Ziem (9 tomów, rysunki: Grzegorz Rosiński (tomy 1–4), Philippe Delaby (tomy 5–8), Béatrice Tillier (tom 9))
- Drapieżcy (4 tomy, rysunki: Enrico Marini)
- Le Bois des Vierges (2 tomy, rysunki: Béatrice Tillier)
- Dżinn (9 tomów, rysunki: Ana Mirallès)
- Jessica Blandy (24 tomy, rysunki: Renaud)
- Monsieur Noir (2 tomy, rysunki: Griffo)
- Murena (8 tomów, rysunki: Philippe Delaby)
- Les Rochester (6 tomów, rysunki: Philippe Wurm)
- Krucjata (8 tomów, rysunki: Philippe Xavier)
- Konkwistador (4 tomy, rysunki: Philippe Xavier)
- L'impératrice rouge (4 tomy, rysunki: Philippe Adamov)
- Przygody Blake’a i Mortimera (1 tom, rysunki: Antoine Aubin i Étienne Schréder)
- Barakuda (6 tomów, rysunki: Jérémy Petiqueux)
- Giacomo C. (15 tomów, rysunki: Griffo)

### Pojedyncze albumy
- Historia wyssana z sopla lodu (rysunki: Tadeusz Baranowski)
- Pasolini (rysunki: Massimo Rotundo)
- Hammet (rysunki: Marc Malès)
- Vincent – Un saint au temps des mousquetaires (rysunki: Martin Jamar